# Crkva hrvatskih mučenika na Udbini
Crkva hrvatskih mučenika je najveća crkva na Udbini i hrvatsko nacionalno svetište.
Zamišljena je kao skupno mjesto svih hrvatskih stradanja i muke hrvatskog naroda do ostvarenja svoje države i slobode. Idejni začetnik projekta bio je biskup mons. dr. Mile Bogović 2005. godine, a dovršena je 2010. godine. Crkva je svečano otvorena i blagoslovljena 11. rujna 2010. godine u nazočnosti oko 15 000 hodočasnika, a misno slavlje predvodio je vrhbosanski nadbiskup kardinal Vinko Puljić. Svake druge subote u rujnu, odnosno od 2012. godine svake zadnje subote u kolovozu ovo mjesto posjeti mnoštvo vjernika, a uz središnje misno slavlje održava se i niz drugih vjerskih i kulturnih programa te veliki sajam.
Glasilo ove crkve je list Hrvatska vjernost.

## Kalendar hrvatskih mučenika
Crkva godišnje objavljuje kalendar hrvatskih mučenika. Kalendar je osobit zbog toga što se u popisu svetaca nalaze i osobe za koje postoje podatci o mučeničkoj smrti, a nisu proglašeni mučenicima. Imena su im označena drugom bojom. Izbor mučenika je u duhu poruke pape Ivana Pavla II. "Potrebno je da mjesne Crkve sve učine da se ne prepusti zaboravu spomen onih koji su pretrpjeli mučeništvo." iz apostolskog pisma Tertio millennio adveniente br. 37. U kalendaru za 2015. stavljeni su slike i pisma na smrt osuđenih hrvatskih mučenika za vjeru i dom. Većina osoba navedenih u kalendaru stradala je od partizana u Drugom svjetskom ratu i poraću, a osim njih kalendar sadrži povijesne osobe kao što su: Ante Gadžo (Ljubuški), Mimo Rosandić (Gospić), fra Juro Radman (Odžak), Petar Zrinski, Fran Krsto Frankopan, Marko Hranilović (Sošice), Jure Kezić (Opuzen), Slavko Brajković (Nova Gradiška), Ive Katalinić (Senj), don Ljubo Magaš (Barbat na Pagu), Marin Bubanj (Križišće/Rijeka), Ivo Mašina (Preko/Ugljan). Pisma osuđenih na smrt uspjeli su "iz bezdanke" spasiti Anđelko Mijatović i Maja Runje.

## Muzej
Dva kata ispod crkve nalazi se Muzej, zamišljen kao arheološki.

## Arhitektura
Kamen temeljac buduće crkve izvađen je iz temelja krbavske katedrale. Kamen je 8. lipnja 2003. blagoslovio Sveti Otac Ivan Pavao II. na Trsatu. U temelje crkve Hrvatskih mučenika na Udbini svečano je položen 9. rujna 2005. godine.
Na čelu projekta izgradnje ove crkve bio je gospićko-senjski biskup. Prigodom 10. obljetnice, 29. kolovoza 2015. godine, blagoslovljen je Oltarni kameni reljef „Slava hrvatskih mučenika“, rad hrvatskog akademskog kipara Kuzme Kovačića.  
Reljef je svojevrsni triptih, trodjelna cjelina. Svaki od tri reljefa, koji stoji i svaki za sebe, povezani su istim sadržajem u jednu kompoziciju. Kroz sva tri reljefa u donjem dijelu proteže se zemaljska, a u gornjem nebeska stvarnost. 
Na srednjem dijelu reljefa, najvišem (visokom sedam i pol metara), u donjem je dijelu prikazana Krbavska bitka, na lijevom prikazano je bleiburško stradanje i križni put Hrvata na kraju Drugog svjetskog rata, a na desnom vukovarsko stradanje u Domovinskom ratu. 
U gornjem dijelu, s lijeve i desne strane, kroz sva tri reljefa niže se nebrojeno mnoštvo mučenika u slavi uskrsloga Krista u zajedništvu Presvetoga Trojstva, koji svojom veličinom i plastičnošću reljefa dominira čitavom kompozicijom.
Na reljefu su prikazani najistaknutiji sinovi hrvatskog naroda.
Oko crkve Hrvatskih mučenika nalazi se spomen-park. Predviđeno je da se u njemu sagradi veliki memorijalni zid na kojem će se postaviti spomen-kamenja svih hrvatskih stratišta, mjesta pogibije i masovnih grobnica. Nazivi za taj zid su Zid memorije, Zid sjećanja, Spomen na sve žrtve koje su pale za Krst časni i slobodu zlatnu, za svoju vjeru, narod i domovinu.
Ostatci crkve sv. Nikole biskupa konzervirani su i preuređene u vanjski oltar crkve Hrvatskih mučenika.

## Spomen-kameni
Spomen-kamenja:
1.         ARŽANO 1943. CISTA PROVO    
2.         Balatin, Lički Osik, 1945.          
3.         Bilaj 1941. – 1945.
4.         Biokovo, Zagvozd         
5.         Bleiburško polje, 1945. Austrija
6.         Boričevac, 1941.  
7.         BOROVO SELO, BOROVO NASELJE 1991. VUKOVAR         
8.         BRDO DEBELJAK 1993., BIOGRAD NA MORU           
9.         Brdovec, 1945.     
10.       Brušane, 1938. – 1948.    
11.       Bugojno, Župa Bugojno, 1993.        
12.       BURIĆA ŠTALA 1945. GAREVAC           
13.       Bužim, 1941. – 1977.           
14.       CAREVO POLJE 1941. – 1945. JOSIPDOL          
15.       Cerovica, 1945. Pićan, Istra   
16.       CEROVNIK PITOMI JAVOR II. SVJETSKI RAT 
17.       Cetingrad 1943.  
18.       CRNE LOKVE 1945. ŽUPA KOČERIN     
19.       CRNI POTOK 1945. NAŠICE         
20.       CRNOGRAB 1945. ŠKOFJA LOKA SLOVENIJA          
21.       CRVENA STIJENA 1945. KISEJAK         
22.       ČEKRK - HUM 1945. – 1993. RODOČ MOSTAR 
23.       Čelebić, Livno, 1992.      
24.       Čikepi, 1944. Župa Žeževica     
25.       Ćelije, 07. 07. 1991.           
26.       D. LOMNICA - V. GORICA 1945. – 1946., 1991. – 1995.  
27.       DABIL I KONJSKO 1942. RAKITNI POSUŠJE   
28.       DOLAC DONJI 1944. OMIŠ           
29.       DOMOVINSKI RAT LASINJA       
30.       DONJA MOTIČINA 1943.   
31.       DONJI HRASTOVAC - BAŠĆINE HRV. KOSTAJNICA 12. 9. 1991.    
32.       Glamoč      
33.       GOLI OTOK 1949. – 1989.  
34.       GOLUBINKA 1945. MRATOVO PROMINA         
35.       GOLUBONKA 1941. – 1945. TIŠNJANSKA DUBRAVA
36.       GOLUBOV KAMEN 1992. DUBROVNIK 
37.       GOR. VRAPČE 1945. POLOVINA, ZAGREB      
38.       GORNJI BRIŠNIK 1947. TOMISLAVGRAD        
39.       GORNJI HRAŠĆAN 1945. MEĐIMURJE
40.       GOSPIĆ IMOVINA 1945.    
41.       GOSPIĆ IZVAN GROBLJA 1945. – 1946.
42.       Gospić, Jasikovac,           
1945.          
43.       Gračani     
44.       Gradsko groblje Virovitica, 1944.          
45.       Groblje Sv. Ivana Merković, 1944.            
46.       GUNTE 1945. KRŠKO        
47.       Gvozdansko, 13. 01.1578.         
48.       II. SVJ. RAT I PORAĆE OPĆINA LASINJE         
49.       Jabuka, 1943. Trinj        
50.       JADOVNO TRNOVAC       
51.       JAMA GOLUBNJAČA TRUBAR - VAGANJ 27. 07. 1941. DRVAR     
52.       JAMA VRANINE 1944., HD. DUBROVNIK          
53.       JARČI ROG - TRN 1944. SLIVNO RAVNO         
54.       Javorje, 1945. Brdovec          
55.       JAZOVKA 1945. SOŠICE - ŽUMBERAK 
56.       JERKUŠA ZAGVOZD         
57.       Kamensko, 1944. Trilj  
58.       KAMENJAK 13. 06. 1944. BENKOVAC   
59.       KANIŽA - GOSPIĆ 1945.    
60.       Karlobag, 1941. – 1945.  
61.       KAŽA 1944. MILANOVAČ, VIROVITICA
62.       KEIŽEVCI ŠUMA ŽUPETNICA 1945.       
63.       KEVINA JAMA 1945. RADOŠIĆ LEĆEVICA       
64.       KIJEV DO 1991. RAVNO    
65.       KLEČINAC OPĆINA CERNIK       
66.       Klis, 1537.    
67.       Ključ, 1945. Brdovec    
68.       KOČEVSKI ROG 1945. SLOVENIJA        
69.       KOLNJAK 1945. VARAŽDINBREG, G. KNEGINEC      
70.       KOŠUTE KUKUZOVAC 1943. TRILJ       
71.       KOZJAČA JAMADOL 1945. KARLOVAC           
72.       KRAKOVSKI GOZD KRŠKO 1945.          
73.       KRALJEVA SUTJESKA 1993., KAKANJ            
74.       Krivodol, 1944. Trilj     
75.       Križevci, 1945. Šašine    
76.       KRIŽEVCI ĐURĐIC - ŠUMA PESEK 1945.          
77.       KRIŽEVCI VOJKOVAC, ŠUMA LUG 1947. – 1950.         
78.       KRNJEUŠA 1941. BOS. PETROVAC      
79.       KSAJPA 1945. ŠENKOVEC MEĐIMURJE          
80.       KUTEROVAČEVA PEĆINA 1945. LAĐEVAC SLUNJ   
81.       LAĐEVAČKO SELIŠTE 1992. SLUNJ      
82.       LEŠ KOTORIBA 1945. – 1947. MEĐIMURJE       
83.       LIČKI RIBNIK 1941. – 1945.            
84.       Livno           
85.       LOGOR BUČIJE, 1991. BUČIJE - PAKRAC       
86.       LOGOR JASENOVCAC 1941. – 1948.      
87.       Lovinac, 1941. – 1946.       
88.       LUKOVO ŠUGARJE UVALA MOŠTINE 1943.   
89.       LUKOVO ŠUGARJE, 1992. – 1995.           
90.       LUSNIĆ KOD LIVNA, 1945.           
91.       LJUT 1944. TRILJ   
92.       MACELJSKA GORA 1945. KRAPINA     
93.       MARADIK DOL 1944. INĐIJA, SRIJEM   
94.       MARGEČAN TUŽNO - 1945., GOČICE - 1947.   
95.       MEĐUVOĐE 1945. GENERALSKI STOL
96.       MILAŠI 1943. JELENJE      
97.       MITAR JEČIĆ, ORAHOV DO, 1915. – 1944.        
98.       MRTVI JARAK 1945. TRAPINSKA, SUHOPOLJE         
99.       MRTVICE 1945. LESKOVEC KRŠKO      
100.     MUŠALUK LIČKI OSIK 1941. – 1945.       
101.     NADIN 1991.
102.     OGLEDALA KUPRES 1943.          
103.     OGULIN 1 GALGE, II. SVJETSKI RAT I PORAĆE        
104.     OGULIN 2 PARK KRALJA TOMISLAVA 1945.  
105.     OPĆINA LASINJA II. SVJETSKI RAT I PORAĆE          
106.     ORAHOVICA 1991.
107.     ORAŠJE BOSANSKA POSAVINA           
108.     ORSULA 1944. DUBROVNIK        
109.     OTOČAC      
110.     OTOK LEVRNAKA 1944. MURTER         
111.     OVČARA 1991. VUKOVAR           
112.     P. P. DALJ 1991.     
113.     PAKLINE 1944. VEDAŠIĆ - LETKA, TOMISLAVGRAD            
114.     PANCERICA 1945. CESTICA        
115.     PAUČJE 1943. – 1945. OPĆINA LEVANJSKA VAROŠ  
116.     PČELIĆ 1945. SUHOPOLJE          
117.     PERUŠIĆ 1941. – 1945.       
118.     PODHUMSKE ŽRTVE 12. 06. 1942. ŽUPA SV. MIHOVIL ARK. JELENJE     
119.     PODI 1944. TRILJ    
120.     PODI 1944. TRILJ    
121.     PODLAPAČA 1941. – 1945. UDBINA        
122.     PODLAPAČA 1991. – 1994. UDBINA        
123.     POLJICE, GATA I OSTROVICA 1942.     
124.     POSAVSKA MAHALA 1945. ODŽAK      
125.     PREZDAN 1945. KOSTRENA       
126.     PROLOŽAC KNEZOVIĆI 1947.     
127.     PRUDNICE 1945. BRDOVEC        
128.     RAVNO RUPNI DO 1943.   
129.     REPOVA ŠUMA 1947. ŠTRIGOVA          
130.     REPOVA ŠUMA OŽUJAK 1947., ŠTRIGOVA MEĐIMURJE    
131.     RIČICE, GUDURA 1941. – 1945.    
132.     RODMILJA 1945. STOLAC
133.     ROŽE 1944. TRILJ  
134.     RUŠEVO 1945. OPĆINA ČAGLIN
135.     SABALJSKA DRAGA, ŽUPA CEROVNIK, 23. 01. 1943.           
136.     SABORSKO, 1991.
137.     SEČA - LIMBUŠ 1945. ŽUPA KLOŠTAR PODRAVSKI
138.     SELO LUG 1943. TOMISLAVGRAD        
139.     SKRADNIK ŽUPA OŠTARIJE 1941. – 1945.        
140.     SLATINA      
141.     SLATINSKI DRENOVAC 1945. VOĆIN    
142.     STARI GRAD 1941. – 1945., 1945. – 1947. ČAKOVEC    
143.     STARO KRŠKO 1945. CELULOZA KRŠKO       
144.     STARO SELO 1991. OTOČAC     
145.     STRATIŠTE OTOK DAKSA 1944. – 45.     
146.     SUDIŠĆE ZAGVOZD          
147.     SUHO POLJE 1992., KUPRES      
148.     SV. GRGUR, 1949. – 1989.  
149.     SV. ROK 1941. – 1947.        
150.     SVETA KATA DIVUŠA 19. 9. 1717.         
151.     SVETI KRIŽ 1942. – 1946. MAKARSKA   
152.     ŠAJFAROV GAJ 19. 06. 1944. LAĐEVAC - SLUNJ       
153.     ŠENKOVEC 1943., BRDOVEC      
154.     ŠINTARNICA, VIROVITICA 1944.
155.     ŠIROKI BRIJEG 1945.        
156.     ŠKABRNJA 1991.   
157.     ŠPANOVICA 1942.  
158.     ŠUMA - GOVIĆ, 1945. – 1947. JASTERBASKO  
159.     TEZNO 1945. MARIBOR SLOVENIJA     
160.     TOPUSKO 1945.     
161.     TOPUSKO ŠUMA KOSE 1945.     
162.     U SL. POŽEGI ZA VRIJEME TITA ROBIJALO 3016 HRVATSKIH ŽENA OSUĐENIH NA 12291. GOD. SVJEDOCI HDPZ    
163.     UMOLE 1942. JELENJE     
164.     UZDOL, RAMA 14. 09. 1993.         
165.     VAGA 1944. – 1945. METKOVIĆ   
166.     VARAŽDIN ISTRAŽNI ZATVOR SVIBANJ - LIPANJ 1945.      
167.     VELIĆ 1943. TRILJ  
168.     VELIKI KAMEN 1945. KRŠKO      
169.     VIDANKA 1945. DUGA RESA       
170.     VOĆIN, 1945. – 1991.           
171.     VOJNIĆ 1943. TRILJ           
172.     VOŠTANE 1944. TRILJ      
173.     VRAN PLANINA 1944. TREBIŠEVO, TOMISLAVGRAD          
174.     ZAPREŠIĆ, 1945.    
175.     ZATOČENI I NESTALI HRVATI BUGOJNA 1993.         
176.     ZATON 1991. – 1995. ZATON OBROVAČKI      
177.     ZRIN 09. 09. 1943.    
178.     ŽRTVE RATA ŽUPE ČVRLJEVO
179.     ŽRTVE RATA ŽUPE UNEŠIĆ       
180.     ŽRTVE U GATA OSTROVICA 1 LISTOPADA 1942.     
181.     ŽUPA SASINA 1940. – 1945. I 1992. – 1995.         
182.     ŽUPA SV. LUKE OTOK - SINJ, 1915. – 1944. – 1991.    
183.     ŽUPA VRATIŠINEC 1945. – 1987. MEĐIMURJE
184.     ŽUPA ZAVALJE 1945.        
185.     ŽUPSKA LIVADA 1945. ĐAKOVO           
186.     ŽUTA LOKVA BRINJE 24. 08. 1991.
187.     Čanak – 1991.
188.     Ogulin – Frankopanska kula 1945.
189.     Ogulin - Đulin ponor 1945.
190.     Gornja Kustošija – Črnomerec - Zagreb – Drugi svjetski rat 1945.
191.     Metković - mjesto Vida s lokacije Vujinovića Jaruga 1946.
192.     Senj, u doba Uskoka XVII. stoljeće
193.     Župa Kalje – Žumberak 1941. – 1945.
194.    duga resa – mrežnički varoš 1945.
195.    POGINULI BRINJACI – BRINJE 1945.
196.    NOVO SELO GLINSKO – listopad 1991.
197.    PETRINJA – rujan 1991.
198.    Slunj – Vojni poligon 1991. – 1995.
199.    Slunj – Grabarje 1941. – 1945.
200.    Klek - Duboka - Komarna (Slivno Ravno) - 16.12.1942.
201.    Franjevački samostan - Kloštar Ivanić - 1945.
202.    Kusonje 1991. - Pakrac
203.    Barutana 1991. - Bjelovar
204.    Sibinj 19.02.1935. - Slavonski Brod
205.    Vrbske žrtve – 1935.
206.    Stipić livade - 1993. - Doljani (Hercegovina)
207.    Križni put - 1945. - Župa Tolisa (Posavina)
208.    Župu Sanski Most  - BiH 
209.    Župu Stara Rijeka - BiH   
210.    Logor GLIS 1945. - POŽEGA
211.    JAKLJAN 1945. – 214 ZAROBLJENIKA
212.    SLANO 21. 10. 1944. - ČETVERO CIVILA I DOMOBRAN
213.    MOSOR - KUČINSKI DOCI - ZUBIĆEVA JAMA - 1942. – 1944. KUČINE
214. Mala Solina – 30. rujna 1991.
215. Velika Solina – Gornji Selkovac – listopad 1991.
216. Skela – 28. kolovoza 1991.
217. Marinbrod – 4. listopada 1991.
218. Župa „Bučica“ – listopad 1991.
219. Gornje jame – 11. prosinca 1991.
220. Boturi – Turčenica – Bišćanovo – Trstenica – Donji Selkovec – 30. rujna 1991.
221. Joševica – 16. prosinca 1991. – 1941. – 1945.
222. Hader – 4. listopada 1991.
223. Glina – 26. lipnja 1991.
224. Donje jame – listopad 1991.
225. Stankovac – Gračanica Šišinečka – 4. listopada 1991.
226. Prekopa – Kihalac – 2. listopada 1991.
227. Jukinac – 1991. – 1992.
228. Viduševac – 30. rujna 1991.
229. Šatornja – 19. rujna 1991. – 1941. – 1945.
230. Župa „Maja“ – 1991. – 1941. – 1947.
231. Dvorišće – 4. listopada 1991.
232. Bešlinec - 1945. - župa Kloštar Ivanić
233. Bićine - 12. 9. 1944. - župa Skradin
234. Donji Mosti 1941. - kapela - Bjelovar
235. Glavice - Sinj - 1945.
236. Kunci - Potravlje 1941. – 1995.
237. Markuševec 1945. – 1946.
238. Matijina jama - Brezno - Ogulin - Drugi svjetski rat
239. Orašje - Domovinski rat - 1992. – 1996.
240. Pisak 1945. - Đakovo
241. Prelog 1945. - žrtve zatvora Udbe
242. Sajmište i Borovo naselje 1991.
243. Slavonski Brod 1992. - stradala djeca u Domovinskom ratu
244. Sopača 1945. - Modruš
245. Šuma Lug 1945. - Bjelovar
246. Žbare - 15. 6. 1942. - Vrgorac
247. Žrtve župe Ključ - Bosna i Hercegovina - 1941. – 1995.
248. Župa Lipa - Sv. Nikola - Drugi svjetski rat
249. Župa Stolac - Orlja - Borojevci - Ošanići - 1992. – 1993.
Sveukupno do danas (1. listopada 2015.) 249 spomen kamenja stratišta.

## Vanjske poveznice
- Blagoslov Crkve hrvatskih mučenika na Udbini
- Udbina u spomen svih hrvatskih stradanja
- Hrvatski martirologij  Arhivirana inačica izvorne stranice od 23. travnja 2019. (Wayback Machine) Mjesta značajna za projekt izgradnje Crkve hrvatskih mučenika na Udbini